# Ясечко, Станислав
Станислав Ясечко (словац. Stanislav Jasečko; род. 5 декабря 1972 года, Спишска-Нова-Вес, Чехословакия) — бывший словацкий хоккеист, игравший на позиции защитника.

## Карьера
Воспитанник хоккейной школы ХК «Спишска Нова Вес». Выступал за клубы «Спишска Нова Вес», «Кошице», «Гранд-Рапидс Гриффинс», «Ческе Будеевице», ХВ-71 (Йёнчёпинг), «Эссят Пори», «Нефтехимик» (Нижнекамск), «Зволен», «Витковице», «Пльзень», «Фюхсе Дуйсбург», «Попрад», «Фредериксхавн Уайт Хоукс», «Дрезднер Айслёвен», «Йиндржихув Градец».
В составе национальной сборной Словакии провел 128 матчей (9 голов); участник чемпионатов мира 1994 (группа C), 1995 (группа B), 1996, 1999 и 2000 (37 игр, 5 передач), Олимпийских игр 1998 (4 игры) и Кубка мира 1996 (1 игра).
В Словацкой экстралиге провёл 424 матча, набрал 192 очка (59 шайб + 133 передачи), в Чешской экстралиге — 355 игр, 121 очко (35+86), в Чехословацкой лиге — 43 игры, 7 очков (0+7), в Российской суперлиге — 12 игр, 3 очка (0+3), в Финской лиге — 41 игра, 19 очков (8+11), в Шведской лиге — 16 игр, 6 очков (0+6), в Датской лиге — 10 игр, 5 очков (0+5), в Немецкой лиге — 47 игр, 16 очков (3+13).

## Достижения
- Чемпион мира 1994 (группа C) и 1995 (группа B)
- Серебряный призер чемпионата мира (2000)
- Чемпион Словакии (1995, 1996, 1999), серебряный призер (1998, 2005, 2011)
- Обладатель Континентального кубка (2005).